# Konarzewo-Sławki
Konarzewo-Sławki es un pueblo de Polonia, en Mazovia.  Se encuentra en el distrito (Gmina) de Gołymin-Ośrodek, perteneciente al condado (Powiat) de Ciechanów. Se encuentra aproximadamente a 4 km al noroeste de Gołymin-Ośrodek, 16 km al este de Ciechanów, y a 70 km  al norte de Varsovia. 
Entre 1975 y 1998 perteneció al voivodato de Ciechanów.